# 미국 지리학회
미국 지리학회(American Association of Geographers)는 1904년에 지리학 및 관련 분야에 대한 이해 · 연구 · 중요성을 높이는 것을 목적으로 설립된 비영리 학회 및 교육 조직이다. 본부는 미국 워싱턴 D.C.에 있다. 1911년에 제정된 학회의 로고는 베르크 하우스 별 모양 도법으로 그려진 별 모양의 세계지도를 채용하고있다. 현재 회장은 일본계 캐나다인 오드리 고바야시 (Audrey Kobayashi, 퀸스 대학교 교수)이다.

## 같이 보기
- 미국 지리학 협회
- 국제 지리학 연합
- 내셔널 지오그래픽 협회